# Kelly Gago
Kelly Gago, född den 9 januari 1999 i Créteil, är en fransk fotbollsspelare.

## Karriär
Kelly Gago inledde sin seniorkarriär i Dijon år 2016. Samma år värvades hon av Saint-Étienne innan hon 2022 flyttade till Italien för spel i Samdoria och Parma. 2024 kontrakterades hon av Everton. Hon har även representerat det franska damlandslaget där hon debuterade år 2024.